# Montchamp (Cantal)
Montchamp település Franciaországban, Cantal megyében. Lakosainak száma 142 fő (2022. január 1.). Montchamp Lastic, Soulages, Tiviers, Vabres és Védrines-Saint-Loup községekkel határos.

## Népesség
A település népességének változása:
| Lakosok száma | 213  | 153  | 147  | 130  | 137  | 135  | 136  | 140  | 143  | 142  |
|               | 1968 | 1982 | 1990 | 2006 | 2013 | 2015 | 2017 | 2019 | 2020 | 2022 |